# Памятник соловецким юнгам (Москва)
Памятник соловецким юнгам — памятник в Москве, посвящённый выпускникам Соловецкой школы юнг Северного флота. Расположен в районе Северное Измайлово (Восточный административный округ) на пересечении Сиреневого бульвара и 16-й Парковой улицы на площади Соловецких Юнг. Открыт в 2005 году.

## История
В 2002 году с целью увековечивания памяти о выпускниках Соловецкой школы юнг и на основании ходатайства региональной общественной организации ветеранов Соловецкой школы юнг Военно-Морского Флота Российской Федерации правительством Москвы было принято решение об установке в городе памятника соловецким юнгам. Инициатива была поддержана Главным командованием Военно-Морского Флота Российской Федерации и префектурой Восточного административного округа. Соловецкая школа юнг была открыта в мае 1942 года и за три года своего существования выпустила 4,5 тысячи воспитанников, четвёртая часть которых погибла в боях в ходе Великой Отечественной войны. Автором монумента стал лауреат Ленинской премии, народный художник Российской Федерации, скульптор Ф. М. Согоян выполнивший замысел с сыновьями. 
Торжественная церемония открытия памятника соловецким юнгам на площади Соловецких Юнг в Москве состоялась 6 мая 2005 года и была приурочена к 60-летию Победы советского народа в Великой Отечественной войне. В ней приняли участие вице-мэр Москвы В. П. Шанцев, вице-спикер Московской городской думы А. Н. Метельский, скульптор Ф. М. Согоян и ветераны — выпускники Соловецкой школы юнг Северного флота.

## Описание
Памятник представляет собой семиметровую бронзовую скульптуру в виде стоящего на волне юнги с семафорными флажками в поднятых руках. Надпись на постаменте: «Соловецким юнгам — защитникам Родины в Великой Отечественной войне 1941—1945». На заднем плане — парус с парящим альбатросом.